# Прибутковий будинок Сарієвих
Прибутковий будинок Сарієвих (рос. Доходный дом Сариевых) — пам'ятник архітектури початку XX століття в місті Ростов-на-Дону в стилі модерн. Будинок знаходиться за адресою вулиця Велика Садова, 94. Побудований за проектом архітектора Андрія Федоровича Нідермейєра. Належав сестрам Ользі і Олені Сарієвим. Друга назва - Прибутковий будинок Ємельянова (рос. Доходный дом Емельянова).

## Історія
Прибутковий будинок Сарієвих — пам'ятник архітектури початку XX століття. Будівля виконана в стилі пізнього модерну, з відмінними рисами для міста, які виражені в кам'яних штукатурних деталях: рустовка гранітних лопаток і потужні цокольні пояса їх нижньої частини, декоративні замки вікон першого поверху і верхніх вікон. Однією з відмінних рис цієї будівлі є те, що в ньому був реалізований варіант прогресивного комбінування конструктивної схеми, що набула поширення на початку XX століття. Довгий час в будівлі знаходилася бібліотека імені Максима Горького, але верхні поверхи були здані під квартири. З плином часу на першому поверсі змінилося безліч закладів. Найбільше запам'ятався з них стало кафе «Шоколадниця». Під цією назвою — «Шоколадниця», будівля і було широко відомо в Ростові багато років.

## Сучасний стан
На даний момент будівля знаходиться в аварійному стані: по фасаду пішли численні тріщини, зникла історична кування, розбитими виявилися і добротні мармурові сходи багатого оздоблення будівлі.